# 湯咖哩

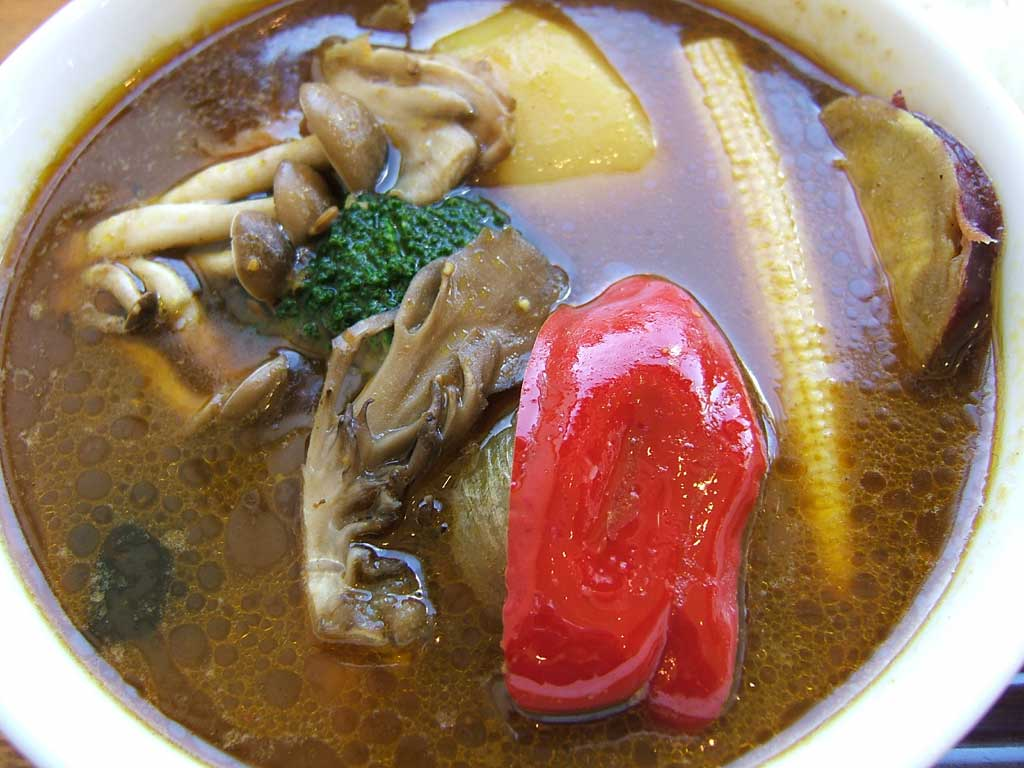
湯咖哩

湯咖哩，是日本北海道的一種特產食品，從日式及歐式咖哩之間脫胎而來。湯咖哩泛指呈現湯羹形式的咖哩製作品，發源地主要以札幌及附近地區為中心，其靈感來自南印度、東南亞的多種咖哩文化。近年來，湯咖哩更成為了北海道札幌的名物土產。

## 特徵
湯咖哩與一般的日式咖哩有所分別。一般日式咖哩偏濃稠，適合直接拌飯進食，而湯咖哩則多數將醬汁與米飯分別盛載。因此，相對而言湯咖哩比較貼近南亞咖哩風格。近年湯咖哩的盛行，在北海道成為了一種熱潮，可是由於湯咖哩的概念尚有模糊的地方，一些餐廳將製作成湯羹狀的「歐風咖哩」（亦即一般日式咖哩）或普通泰式咖哩均稱為「湯咖哩」，往往造成區分上的困難。
乘著湯咖哩的熱潮，現在北海道札幌中央區裡開設了不少湯咖哩專門店，更深受年輕階層的食客歡迎，加上這些專門店的裝潢大都偏向異國風格，因此更能得到女性食客的喜愛。

## 起源及發展
湯咖哩的發源，主要來自札幌市中一些標榜「藥膳調理」的咖哩食店。1975年，當地有餐店初次提供湯羹狀的湯咖哩食品，首度為咖哩飯的風格加入了嶄新的「湯」元素。其後陸續出現各種以「斯里蘭卡咖哩」、「印度咖哩」作招徠的湯咖哩食店，當時這股湯咖哩的風氣雖然逐漸蔓延，但湯咖哩的概念基本上還未定型，甚至連「湯咖哩」的名字亦未出現。因此不管是湯咖哩的定義、種類還是經營風格等，當時的業界尚未有統一的標準。直至1993年，札幌名店「Magic Spice」啟業，正式使用「湯咖哩」這個名字，「湯咖哩」才開始成為當時公認的類似風格的咖哩的泛稱。然而這時候湯咖哩仍未有正規的概念。
1990年代中期，大量湯咖哩專門店湧現，業界開始了解湯咖哩與一般咖哩之間的分別。湯咖哩的出現受到當時飲食界的注意，由於不少飲食家或飲食雜誌都曾對各種湯咖哩店進行過不同程度的評價，令湯咖哩的名氣持續上升。在2000年代開始，以札幌中央區為中心北海道地區掀起了湯咖哩的熱潮，當地更販賣經過真空處理的湯咖哩即食產品。這股熱潮經過傳媒的報導後，很快傳到北海道以外的地區，湯咖哩迅速成為北海道的新著名產物，名氣席捲整個日本。
但由於湯咖哩的發源地始終位於北海道，因此出色的湯咖哩專門餐廳仍然集中在札幌中央區。湯咖哩的盛行暫時只有很短的日子，未有為一般家庭而設的湯咖哩食譜，因此湯咖哩的烹製方法仍未廣泛流傳。表面上，在日本傳媒的塑造下，湯咖哩彷彿是象徵整個北海道的代表食品，事實上湯咖哩的活躍點仍只是局限於札幌市的中央區域而已。
台灣基隆七堵亦有湯咖哩，為戰後當地有人為使煤礦工人能有高CP值食物果腹而以印度咖哩為底引入日式湯咖哩作法，材料為無添加的烏龍麵條拌入一杓豬油、肉末與印度咖哩粉混合而成的濃香咖哩醬淋上湯加二塊油豆腐。

## 湯咖哩的定義
雖然在札幌一帶有不少湯咖哩專門店，可是這些餐店所製作的湯咖哩風格多樣，業界根本不存在著湯咖哩的共識定義。雖然如此，但湯咖哩的製作方式與其它地區的湯狀咖哩相比，還是有其獨特之處。例如，湯咖哩並沒有使用到麵粉，因此其質感並不像其它咖哩般濃稠。
湯咖哩的湯汁使用大量的水，以雞骨、牛骨或豬骨加上各種蔬菜熬製湯底，再加上各種香料（部份食店會加入昆布或魚類等日本風格的食材）製作而成。由於湯咖哩普遍慣性使用香料，因此被認為是受到西式湯羹及拉麵的製法所影響。至於湯汁的濃淡度水平，則視乎個別食店的風格而有所不同，與少用水分的北印度咖哩相比之下，日本湯咖哩的食用質感比較豐富。
另外，湯咖哩的一大特色就是其多種類的食材配搭。與湯咖哩配搭食用的食材種類極多，例如以紅蘿蔔、南瓜、馬鈴薯、青椒、秋葵與及各種菇類為配菜，又可配合雞、豬或羊等肉類。湯底方面，湯咖哩很多時候都會加入海鮮類的材料，例如扇貝、蝦、烏賊等，製成海鮮湯咖哩；亦有以豬骨及雞骨等為湯底並加入番茄為材料所製成的肉汁湯咖哩。
出身自北海道的日本藝人大泉洋曾任「湯咖哩大使」。

## 備註
1. ↑  湯咖哩的發源 的存檔，存档日期2007-08-04.
2. ↑  .   [2008-04-04]. （原始内容存档于2008-01-29）.
3. ↑  台灣好味道 ep. 1